# Salix zayulica
Salix zayulica är en videväxtart som beskrevs av Zhan Wang och C.F. Fang. Salix zayulica ingår i släktet viden, och familjen videväxter. Inga underarter finns listade i Catalogue of Life.